# Feyli (kurdisk dialekt)
Feyli (kurdiska: فەیلی), även ilami, är en dialekt av sydkurdiskan. Feyli talas i Iran framförallt av feyli-kurder i de sydvästligaste delarna av Kurdistanprovinsen, Ilam, kermanshah och lorestan, vid Irak-Iran-gränsen. Denna region kallas ofta för Feyliregionen. De flesta feylitalande kurder i Iran är bosatta i de kurdiska städerna Ilam och Kermanshah. I Irakiska Kurdistan är de flesta bosatta i regionen kring Khanaqin och Mandali.   
Feylidialekten anses vara en hybriddialekt, en blandning av nordkurdiska och centralkurdiska. Dialekten har influerats av många andra språk och har även tagit en del lånord från grekiskan, persiskan, azeriskan, georgiskan och franskan.